# ポール・メリル

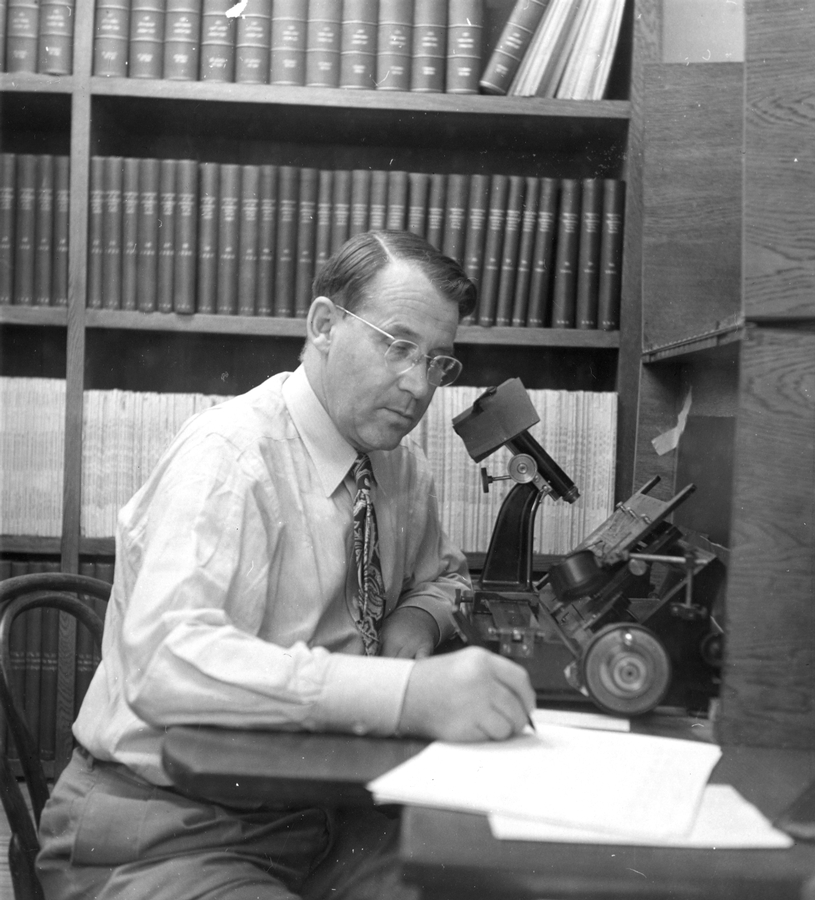
ポール・メリル

ポール・ウィラード・メリル（Paul Willard Merrill、1887年8月15日 - 1961年7月19日）は、アメリカ合衆国の天文学者である。ウィルソン山天文台で恒星の分光学研究の分野で研究し、1952年赤色巨星から不安定元素のテクネチウムのスペクトルを検出した。これは赤色巨星のなかで、S過程とよばれる重元素合成が行われていることを示したものである。

## 生涯
ミネアポリス出身で、その後カリフォルニアへ渡る。カリフォルニア大学で学位を得て、ウィルソン山天文台でその経歴の大部分を過ごした。スペクトル観測を使って特異な長周期変光星などの研究、星間物質の研究を行った。1952年アンドロメダ座R星や他の赤色巨星からテクニチウムのスペクトル線を検出した。テクニチウムは安定な同位体を持たない元素なので、赤色巨星のなかでテクニチウムが合成されていることを示しS過程とよばれる重元素合成の過程がおきている事の証拠となった。
1952年に退職し、1961年にパサデナで死去した。

## 賞
- ヘンリー・ドレイパー・メダル（1945年）
- ブルース・メダル（1946年）
- ヘンリー・ノリス・ラッセル講師職(1955年)

## 命名
- 月のクレーター メリル